# Raga (quận)
Raga là một quận của bang Tây Bahr el Ghazal, Nam Sudan. Đây là quận lớn nhất ở nước này về mặt diện tích.

## Nhân khẩu
Dân số của quận Raga là 54.340 người vào năm 2008. Đến năm 2017, con số này là 77.203 người, tăng 3,9%. Đây là quận ít dân nhất trên địa bàn bang Tây Bahr el Ghazal.

## Thành phố và thị trấn
Các thành phố và thị trấn ở quận này là Raga, Sopo và Deim Zubeir.